# Andri Marteinsson
Andri Marteinsson (31 gennaio 1965) è un ex calciatore islandese, di ruolo centrocampista.

## Carriera

### Giocatore

#### Club
Marteinsson giocò per il Víkingur, prima di passare al KR Reykjavík. Dal 1988 al 1989, fu ancora in forza al Víkingur. Si trasferì poi allo FH Hafnarfjörður, prima di essere ingaggiato dai norvegesi del Lyn Oslo. Nel corso del 1994, tornò però allo FH Hafnarfjörður. In seguito, vestì le maglie di Fjölnir, Þór e Fylkir. Dal 1997 al 1998 giocò per il KS/Leiftur, mentre nel 1999 fece ritorno allo FH Hafnarfjörður. Chiuse la carriera nel Breiðablik, nel 2000.

#### Nazionale
Conta 20 partite e una rete per l'Islanda.

### Allenatore
Terminata l'attività agonistica, iniziò quella da allenatore. Guidò lo Haukar dal 2007 al 2010. Nel 2011 fu il tecnico del Víkingur, mentre nel 2012 ricoprì la medesima carica allo ÍR Reykjavík.